# ساعة الوقواق

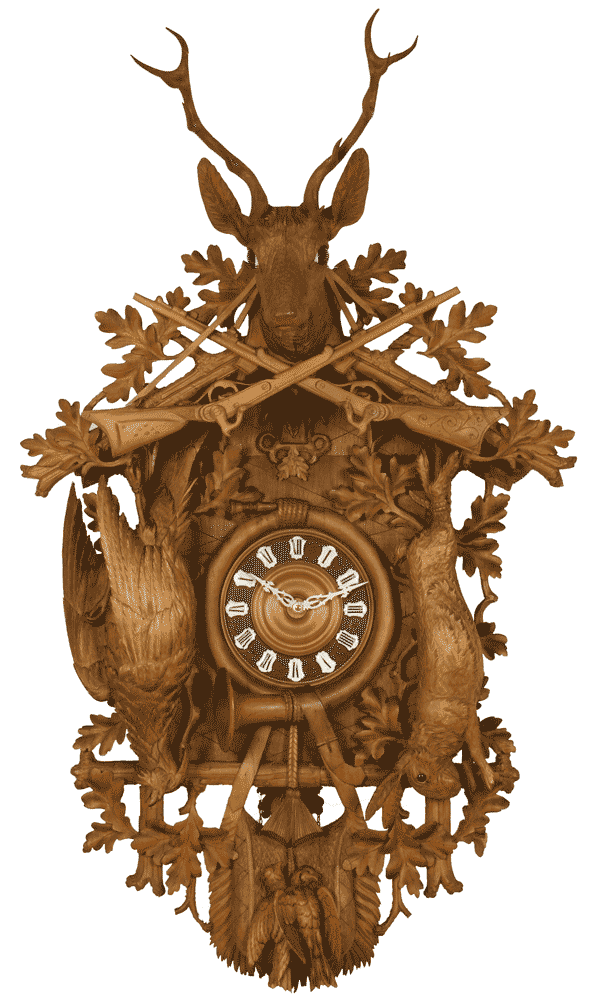
ساعة وقواق يرجع تاريخها إلى عام 1900 تقريبًا.

ساعة الوقواق (بالإنجليزية: cuckoo clock)‏ هي ساعة عادةً بندولية، والتي تصدر أصواتًا عند كل ساعة كصوت الوقواق. استخدمت تقنية صوت الوقواق في كل الساعات تقريبًا منذ منتصف القرن الثامن عشر، وظلت تستخدم دون أن يطرأ عليها أي تعديل إلى الآن.